# Cadenabbia
Cadenabbia est un village d'Italie, en Lombardie, à 20 km au nord de Côme, sur la rive ouest du lac de Côme.

## Étymologie
Le terme Cadenabbia serait un dérivé de Ca' dei Nauli (maison de bateaux).

## Histoire
Historiquement, le village est un port utilisé par les marins faisant la navette sur le lac. Au XIXe siècle, le Locanda Cadenabbia ouvre ses portes, premier hôtel pour touristes. Il devient Grand Hotel Bellevue et accueille des personnalités importantes.

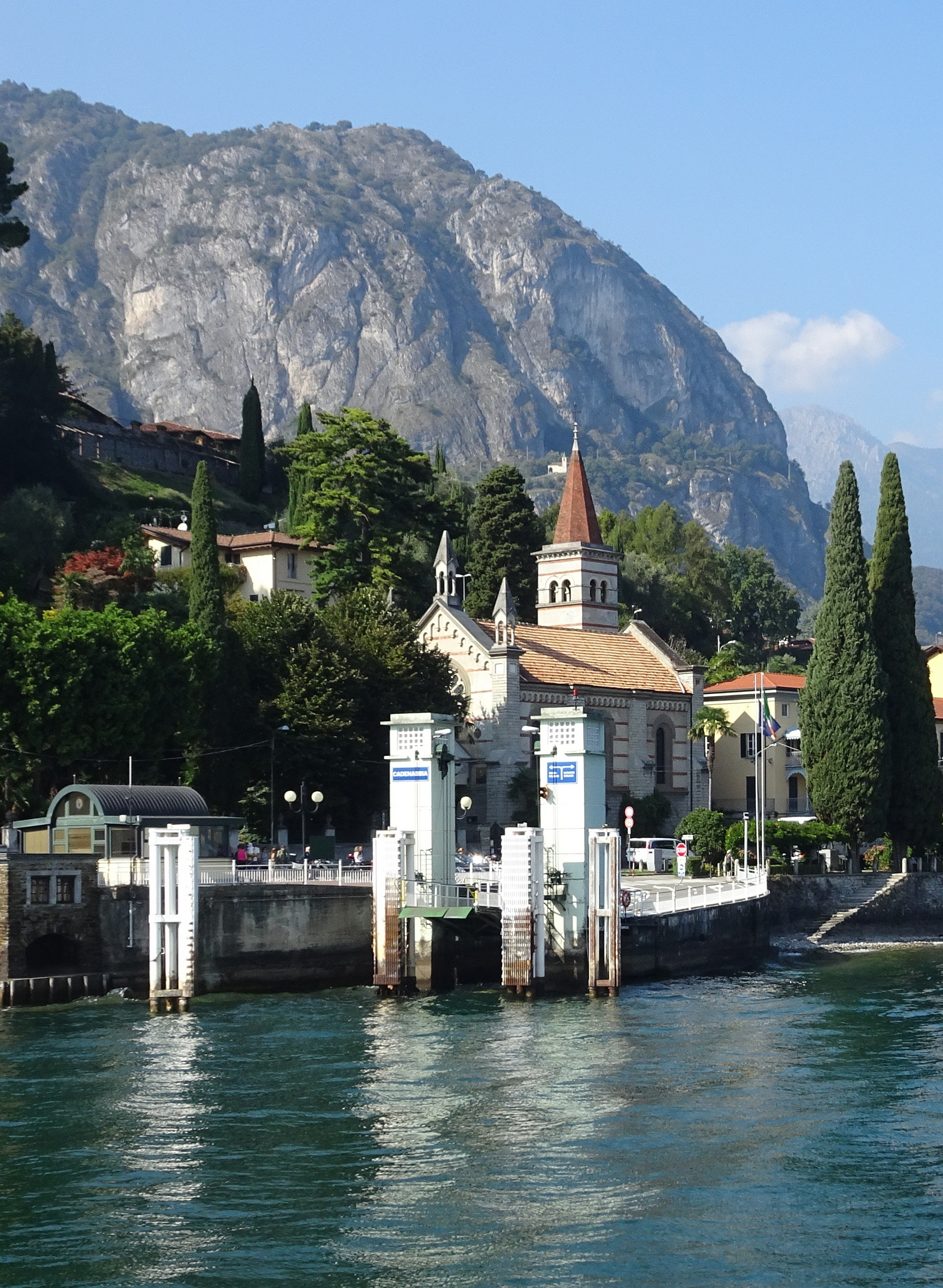
Église anglicane de l'Ascension

Le village est particulièrement prisé par les Anglais. La première église anglicane d'Italie y est érigée et consacrée en 1891.

## Géographie
Située entre Menaggio et Tremezzo, il fait aujourd'hui partie de Griante. C'est une station recherchée au printemps et en automne en raison de la beauté de son paysage de sa végétation et de son climat agréable.

## Bâtiments
La villa Carlotta est une des principales bâtisses de la ville. Son domaine compte un musée qui héberge des œuvres d'Antonio Canova et de Francesco Hayez, ainsi qu'un jardin botanique de huit hectares. Gustave Flaubert y séjourne en 1845.
Le Grand Hotel Cadenabbia est un hôtel de luxe situé dans le village.

## Personnalités liées à la commune
- Mary Shelley y demeure du 14 juillet au 8 septembre 1840 avec son fils Percy Florence Shelley. Elle en parle dans son Rambles in Germany and Italy (1844).
- Konrad Adenauer passa régulièrement ses vacances à Cadenabbia. Sa villa, construite en 1899 est depuis 1977, un centre de conférence de la Fondation Konrad Adenauer.
- Dans son roman Der Weg ins Freie, Arthur Schnitzler décrit le cimetière de Cadenabbia (1908)

## Galerie

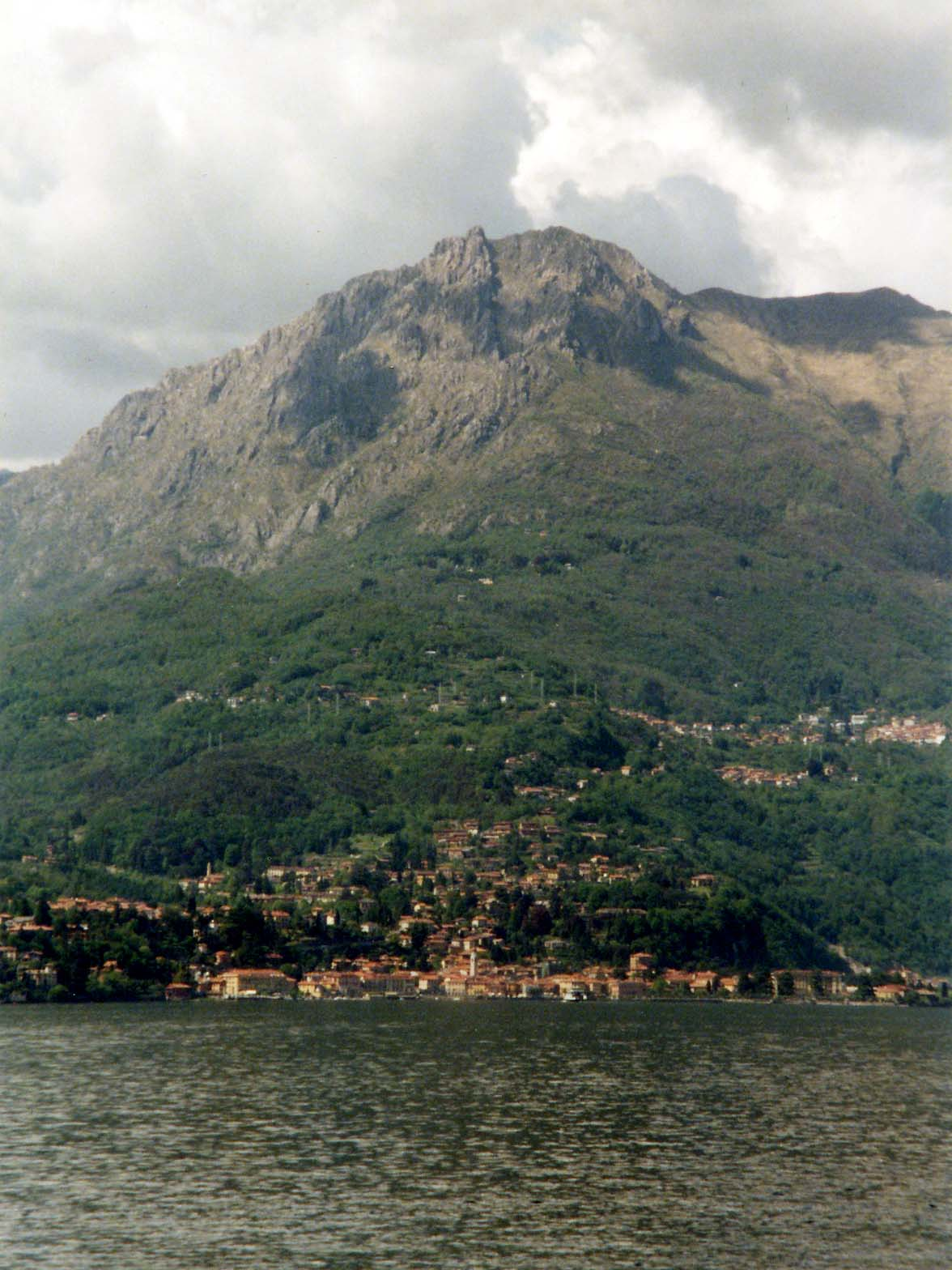
Cadenabbia vue du lac
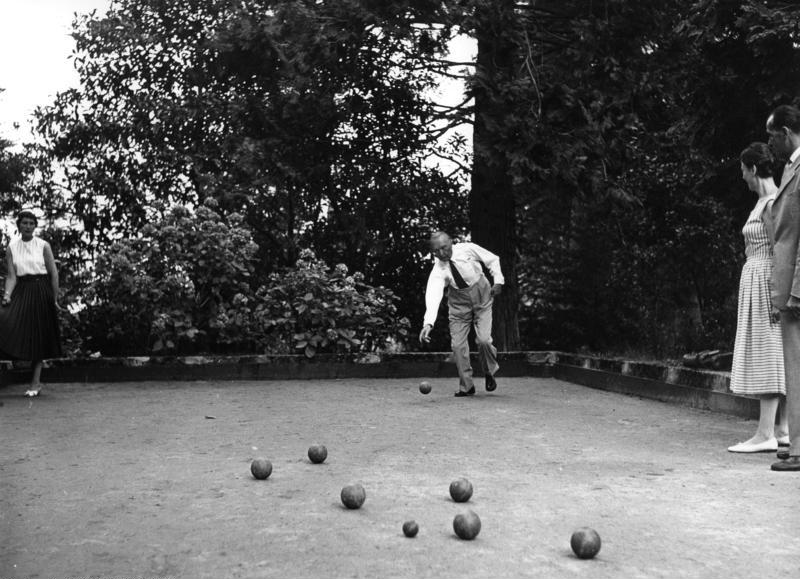
Konrad Adenauer jouant à la pétanque à Cadenabbia en 1958
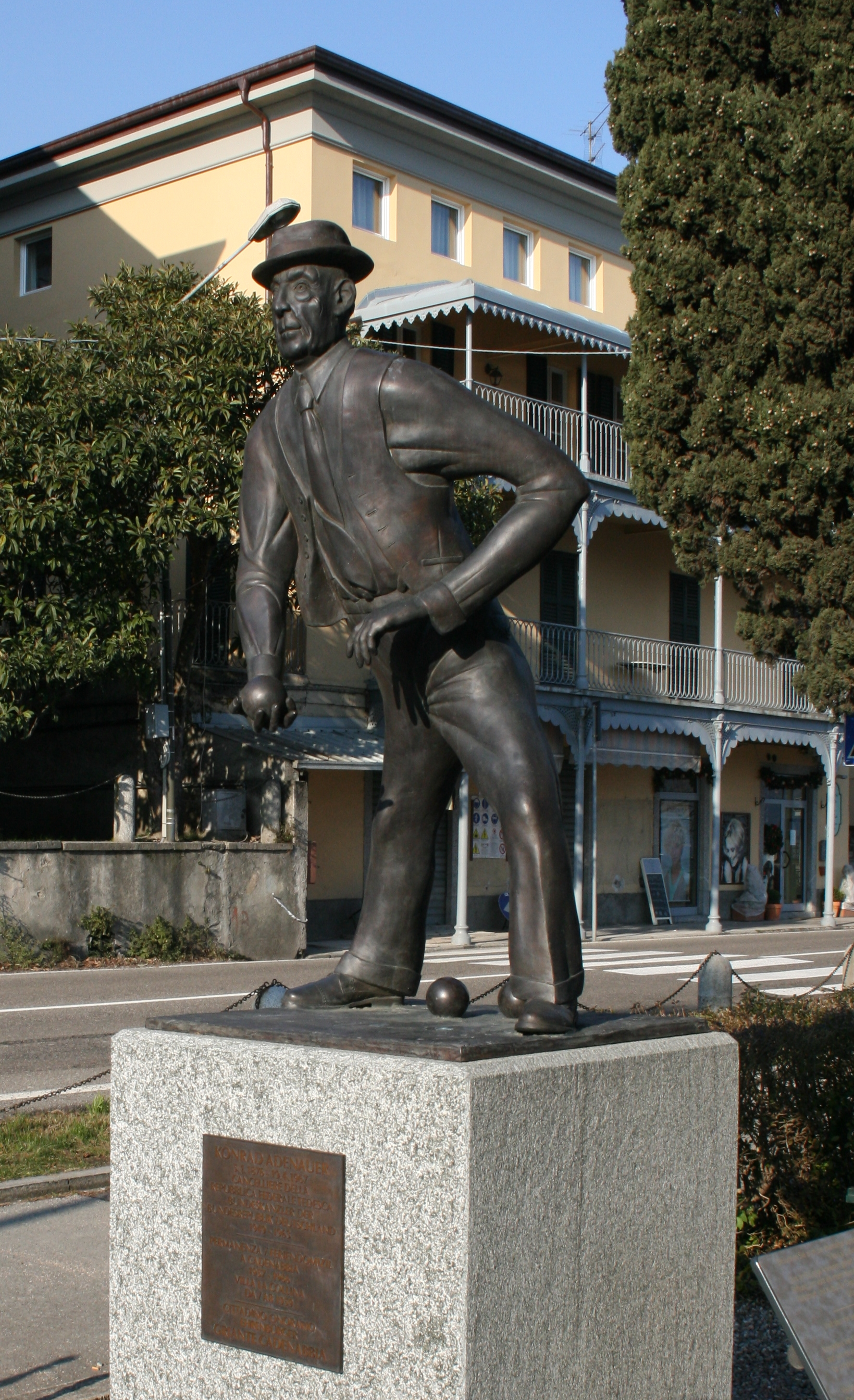
Statue de Konrad Adenauer